# Cibceh
Cibceh es una localidad rural, ubicada en el estado mexicano de Yucatán, específicamente en el municipio de Acanceh que se encuentra en la Zona Influencia Metropolitana o Región VI del mismo estado.
La localidad tiene una altitud de 10 metros sobre el nivel del mar y su población era de 61 habitantes en 2005, según el censo realizado por el INEGI. El poblado se localiza a una distancia de 26 km de la ciudad capital del estado, Mérida.

## Toponimia
Cibceh proviene del idioma maya.

## Geografía

### Localización
Cibceh se localiza en las coordenadas 20°49′12″N 89°29′15″O / 20.82000, -89.48750 (20.841389, -89.476111). De acuerdo con el censo de 2010, la población tenía una altitud promedio de 10 metros sobre el nivel del mar.

## Hechos históricos
- En 1910 cambió su nombre de Cibceh a Cibché.
- En 1921 cambió a Cibceh.
- En 1980 cambió a Tibceh.
- En 1990 cambio a Kibceh.
- En 1995 cambió a Cibceh.

## Demografía
Según el censo de 2005 realizado por el INEGI, la población de la localidad era de 61 habitantes, de los cuales 32 eran hombres y 29 mujeres.
| 67                          | 94 | 49 | 53 | 69 | 82 | 73 | 76 | 100 | 82 | 71 | 77 | 61 |
| (Fuente: INEGI [Consultar]) |    |    |    |    |    |    |    |     |    |    |    |    |

## Galería

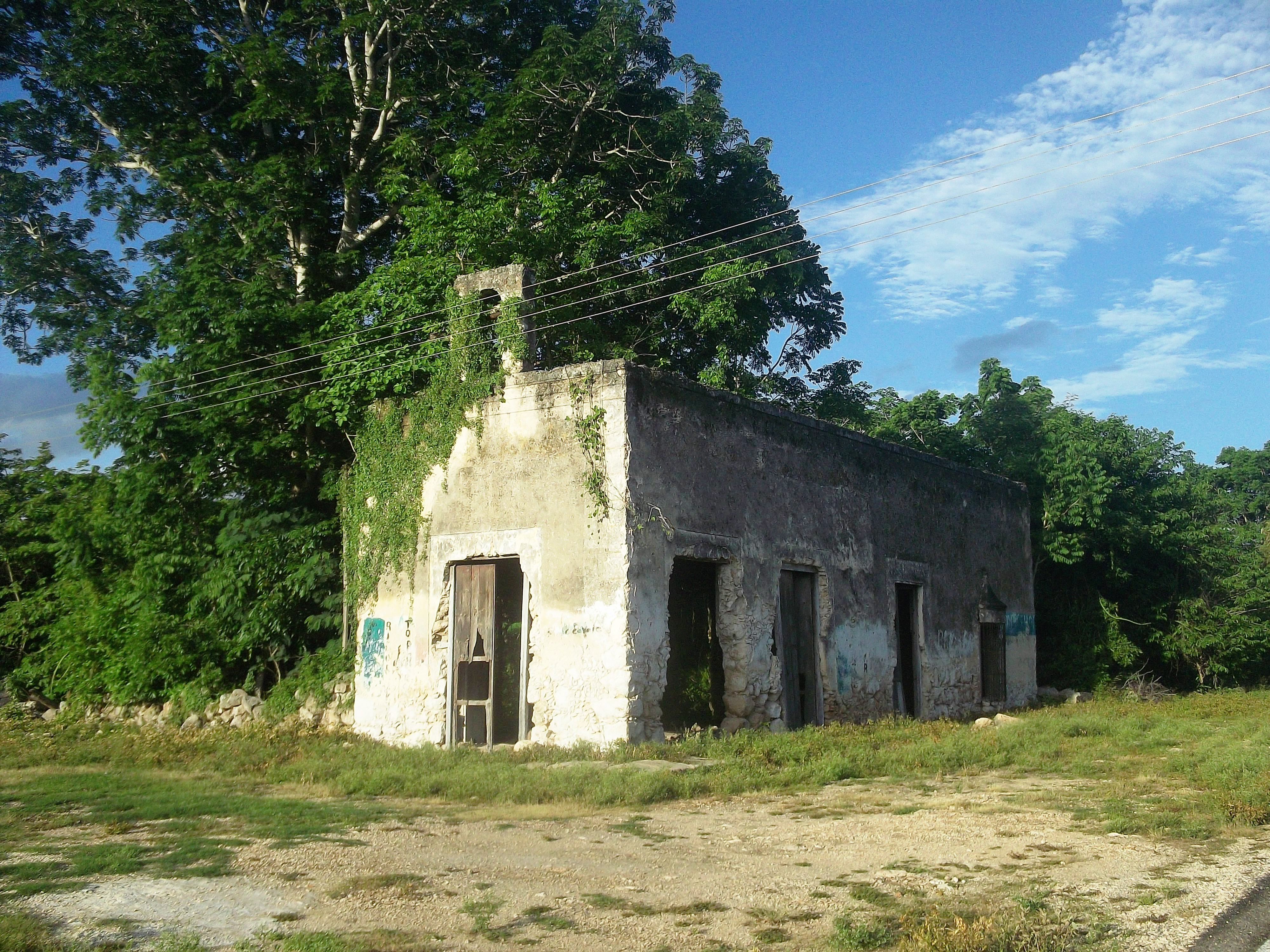
Hacienda de Cibceh.
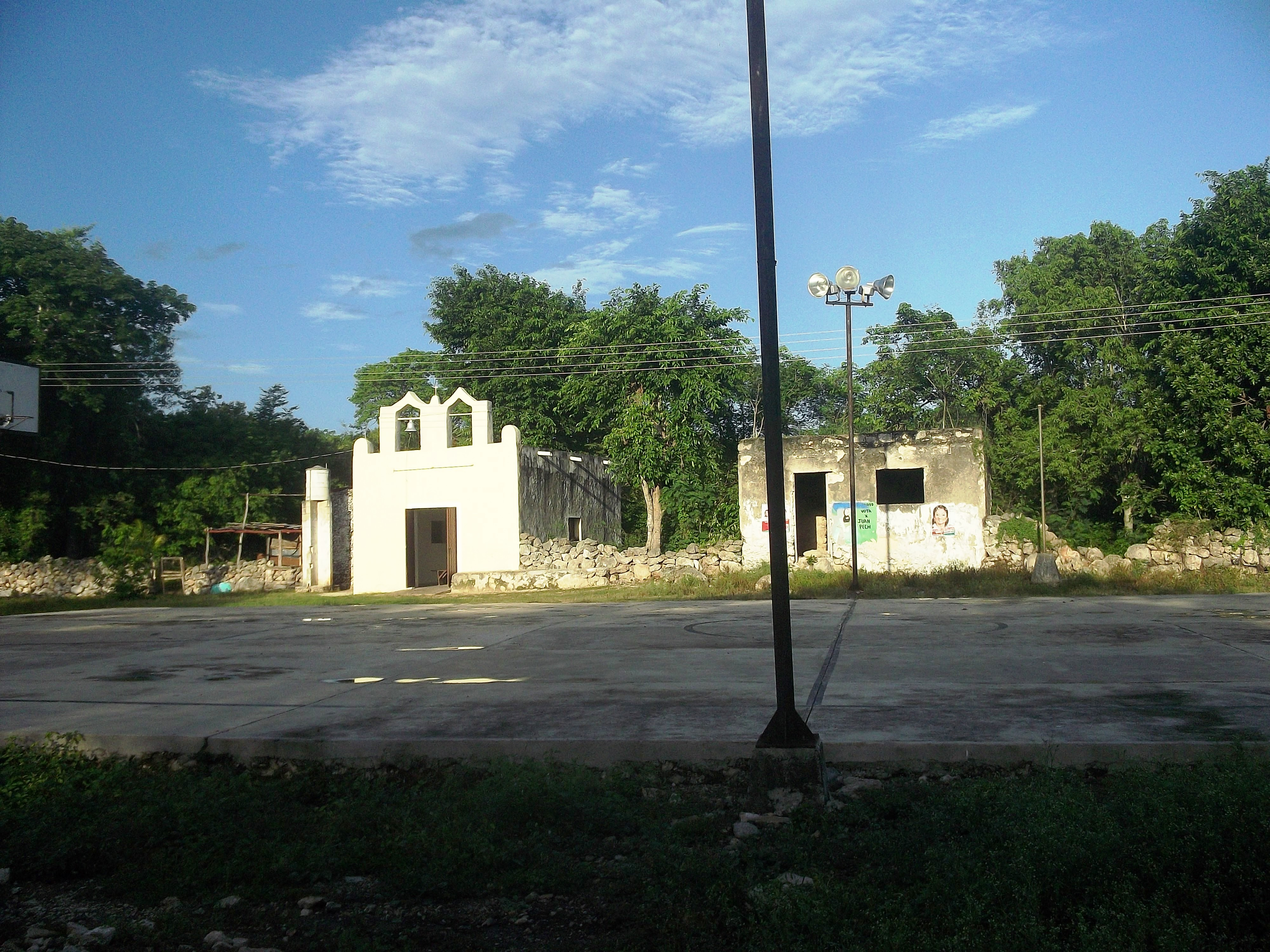
Iglesia de Cibceh.
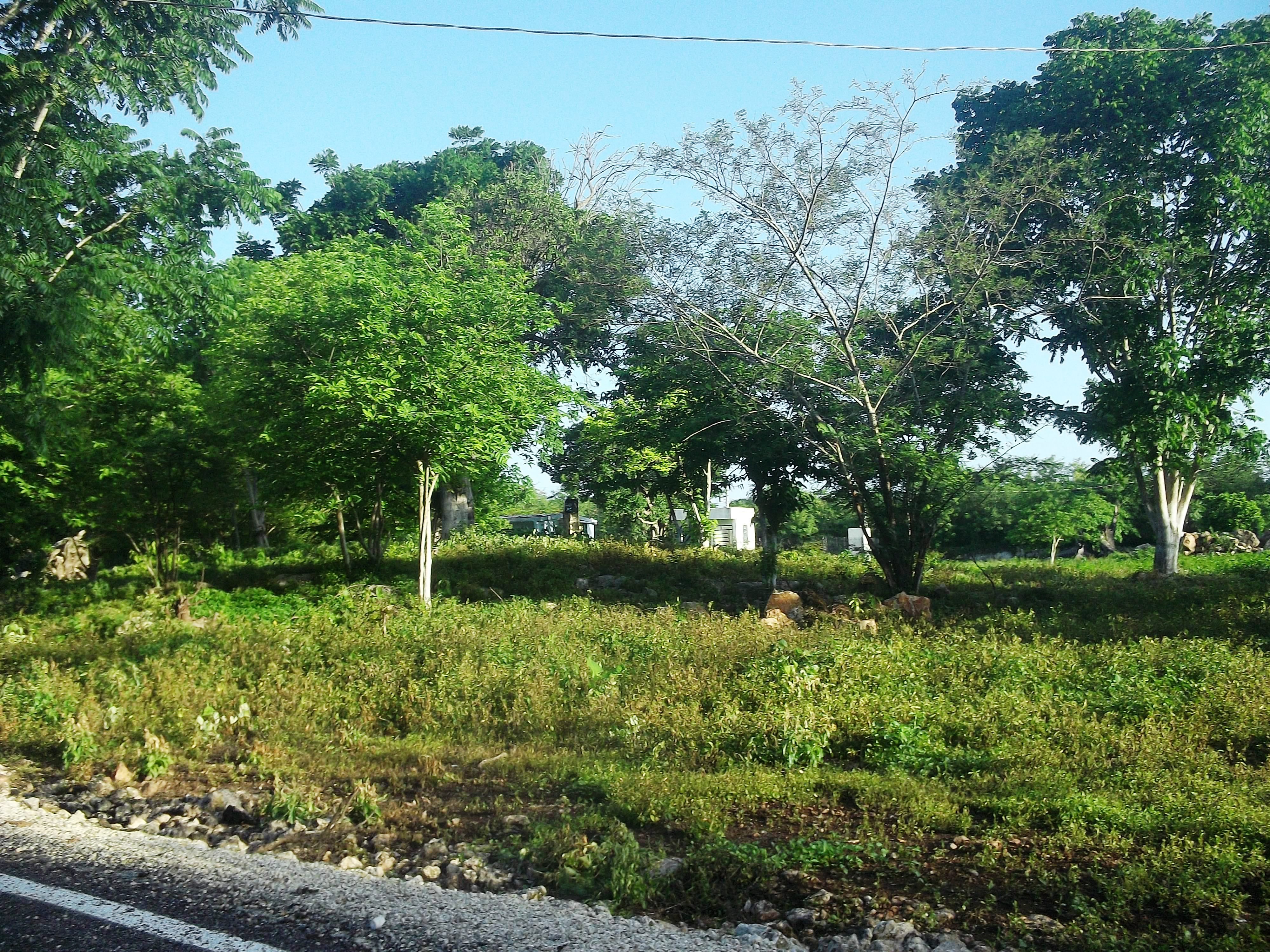
Hacienda de Cibceh.
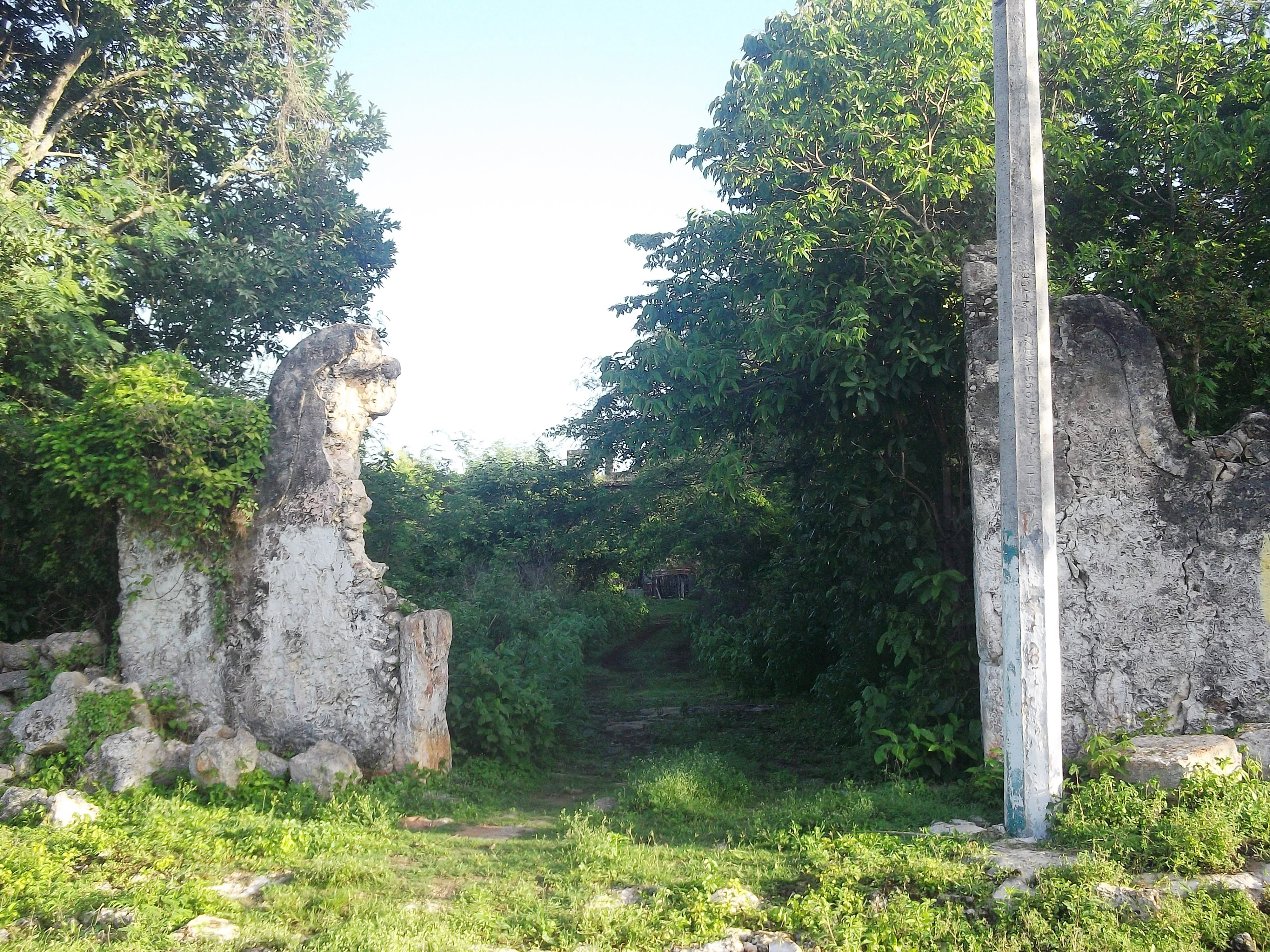
Hacienda de Cibceh.